# Meglio non farlo
Meglio non farlo (Let's Not) è un racconto di fantascienza di Isaac Asimov pubblicato per la prima volta nel dicembre 1954 sul Boston University Graduate Journal.
Successivamente è stato incluso nell'antologia Testi e note (Buy Jupiter and Other Stories) del 1975.
È stato pubblicato varie volte in italiano a partire dal 1976.

## Trama
Due scienziati, che insieme a un centinaio di altri terrestri hanno trovato rifugio nel sottosuolo di Marte, parlano di cosa la Terra fosse stata un tempo, prima della sua distruzione a causa di una guerra nucleare. In loro alberga la speranza di mantenere viva la comunità e tramandare il sapere alle generazioni future finché sarà possibile ripopolare, un giorno, la Terra.